# エスタディオ・オリンピコ・メトロポリターノ
エスタディオ・オリンピコ・メトロポリターノ (スペイン語: Estadio Olímpico Metropolitano) はホンジュラスのサン・ペドロ・スーラにある多目的スタジアムである。

## 概要
主にサッカーの試合に利用されている他、陸上競技にも使用されている。収容人数は45,000人であるが、サッカーホンジュラス代表の公式試合では安全のため収容人数が39,500人に制限されている。
スタジアムは1997年、中央アメリカオリンピック選考会のために建設された。このスタジアムはヘロニモ・サンドバル (Jerónimo Sandoval、通称: チョンボ・サンドバル - Chombo Sandoval)により建設された。彼はサンペドロスーラで開催された1997年中央アメリカオリンピック選考会の実行委員長であり、多くの論争を巻き起こした。
大会後、スタジアムはエスタディオ・ティブルシオ・カリアス・アンディーノ (エスタディオ・ナシオナル、ホンジュラスの国立競技場、収容人数35,000人) を抜いて国内最大のスタジアムとなった。1998 FIFAワールドカップ・予選よりエスタディオ・ナシオナルとともにサッカーホンジュラス代表のホームスタジアムとして使用されている。

## スタジアム名
サン・ペドロ・スーラの前市長であったオスカル・キルゴールは辞職する以前、サッカーホンジュラス代表監督であり、ホンジュラス代表をFIFAワールドカップ本大会へと導いたホセ・デ・ラ・パス・エレーラの名前にスタジアム名を変更しようとした。この運動はCDマラトンから強い反対が表明され計画は頓挫した。